# Банастас
Банастас (ісп. Banastás, араг. Banastars) — муніципалітет в Іспанії, у складі автономної спільноти Арагон, у провінції Уеска. Населення — 268 осіб (2009).
Муніципалітет розташований на відстані близько 340 км на північний схід від Мадрида, 5 км на північний захід від Уески.

## Демографія
Динаміка населення (INE ):